# Ithomia neivai
Ithomia neivai är en fjärilsart som beskrevs av D'almeida 1940. Ithomia neivai ingår i släktet Ithomia och familjen praktfjärilar. Inga underarter finns listade i Catalogue of Life.